# Sinarcas
Sinarcas (valencianisch: Sinarques) ist eine spanische Gemeinde (Municipio) mit 1.153 Einwohnern (Stand: 2024) in der Valencianischen Gemeinschaft, in der Comarca La Plana de Utiel–Requena.

## Lage
Sinarcas liegt etwa 95 Kilometer westnordwestlich von Valencia in einer Höhe von ca. 900 m.

## Geschichte
| Jahr      | 1900  | 1930  | 1950  | 1960  | 1970  | 1981  | 1991  | 2001  | 2011  | 2021  |
| --------- | ----- | ----- | ----- | ----- | ----- | ----- | ----- | ----- | ----- | ----- |
| Einwohner | 1.154 | 1.432 | 1.642 | 1.639 | 1.507 | 1.355 | 1.327 | 1.222 | 1.203 | 1.109 |

In Sinarcas wurde eine Grabstele aus einer späten Phase der iberischen Kultur gefunden (la estela de Sinarcas, vermutlich 1. Jh. v. Chr.), die einen der längsten erhaltenen Texte des Iberischen (90 Zeichen auf sieben Zeilen) enthält. Der Text konnte bisher nicht entschlüsselt werden. Die Stele befindet sich heute im Prähistorischen Museum von Valencia.

## Kultur und Sehenswürdigkeiten
- Jakobuskirche (Iglesia de Santiago Apostol)
- Markuskapelle
- Rochuskapelle
- Christopheruskapelle

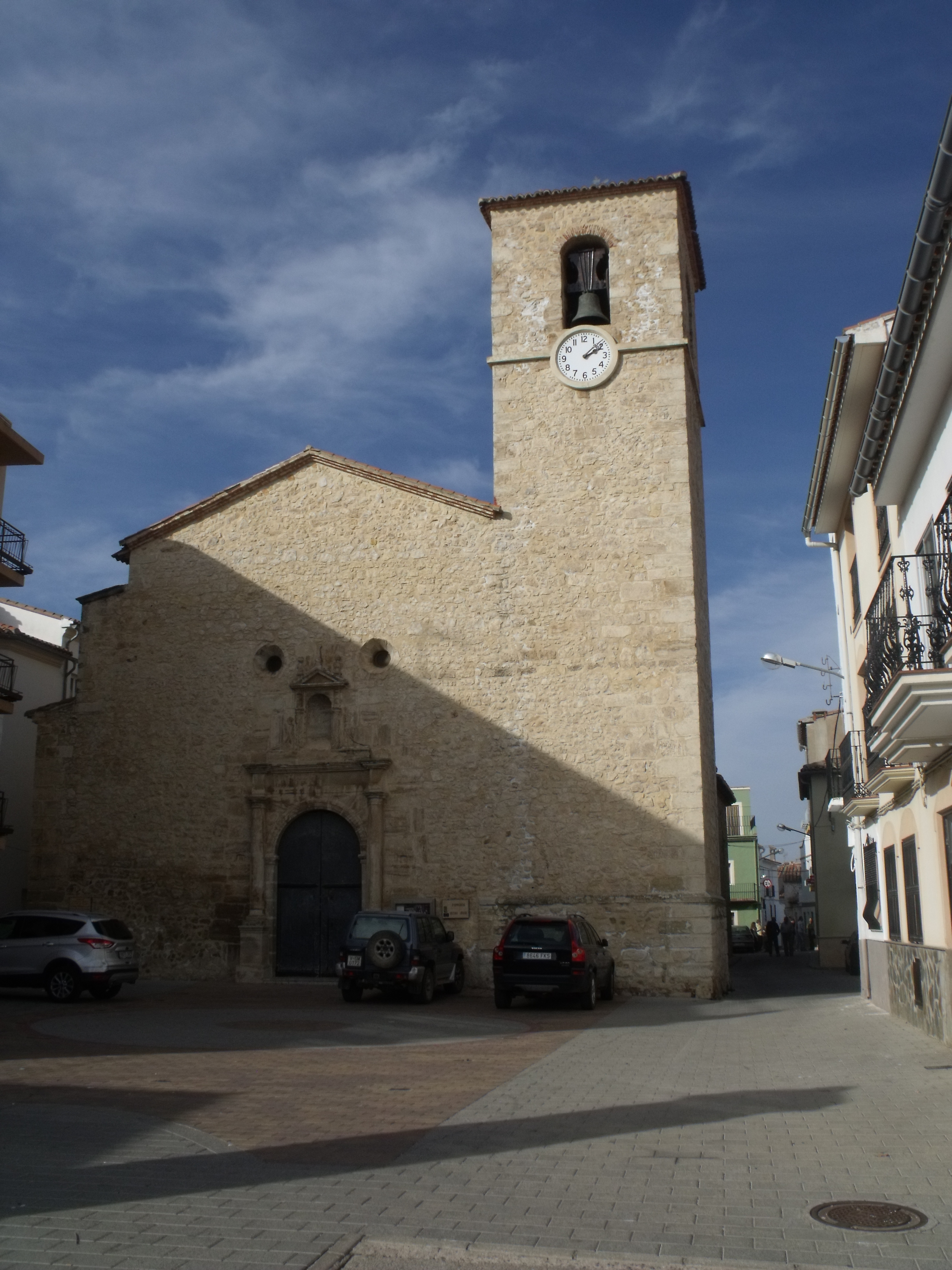
Jakobuskirche
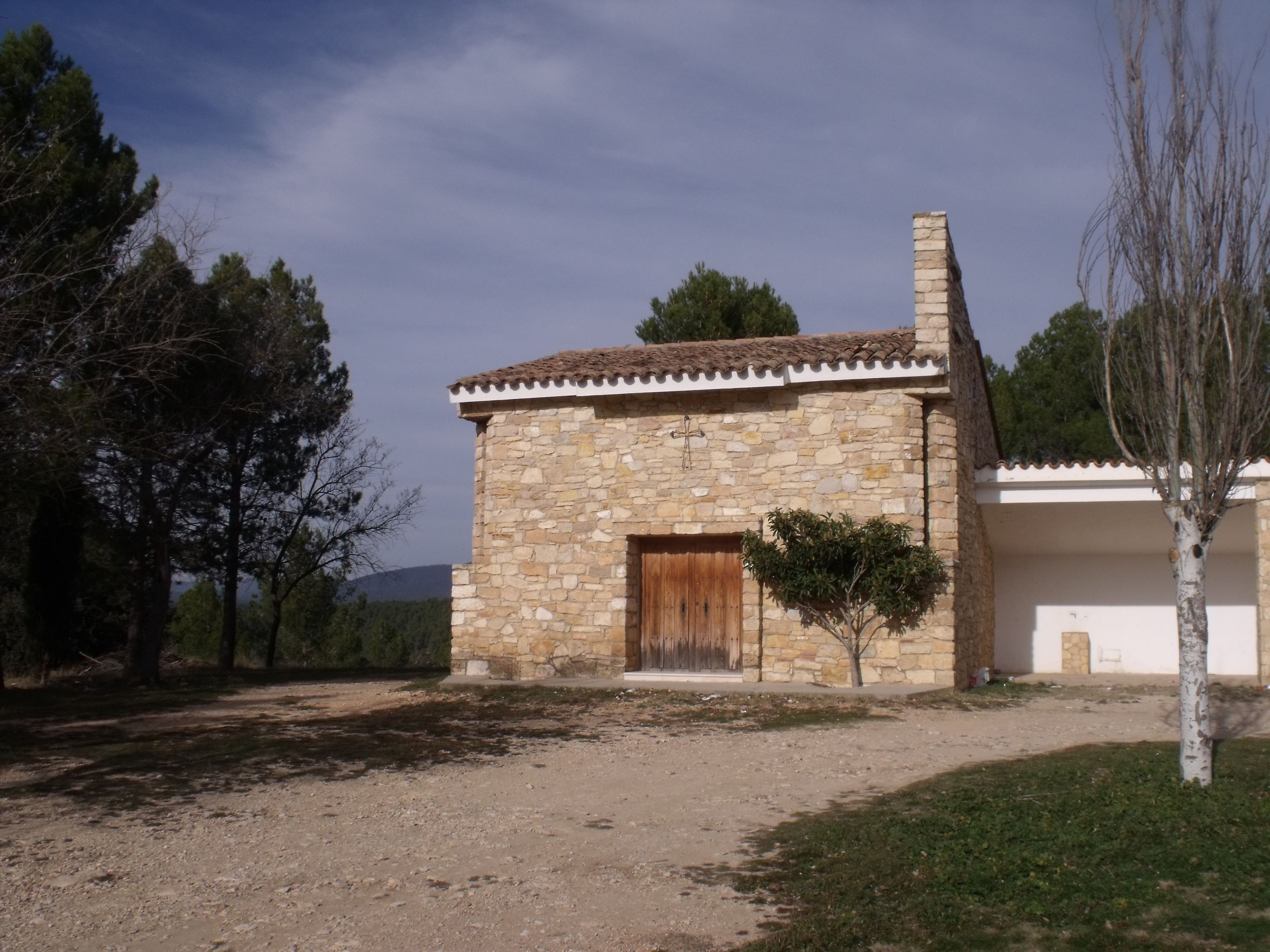
Markuskapelle
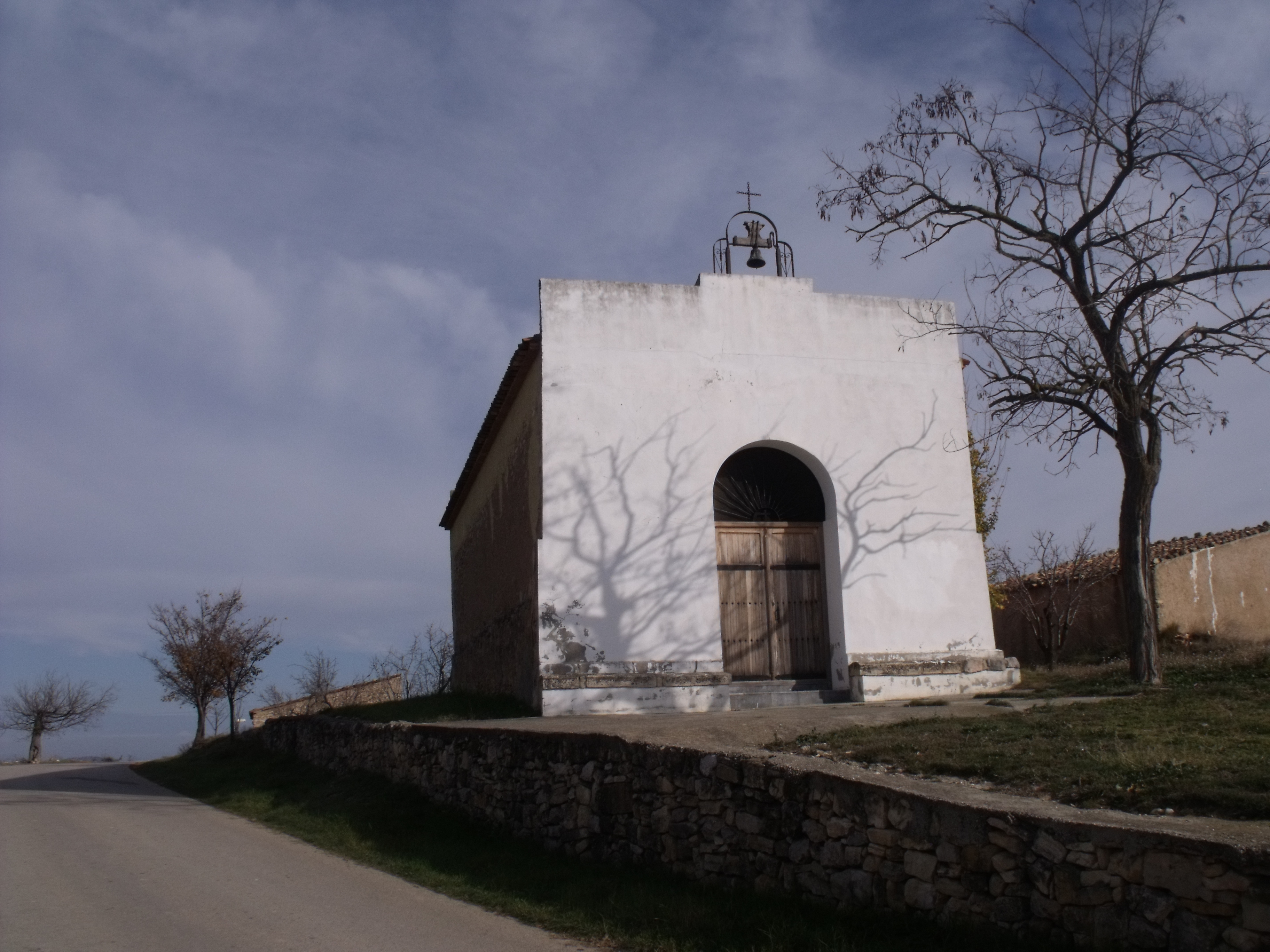
Rochuskapelle
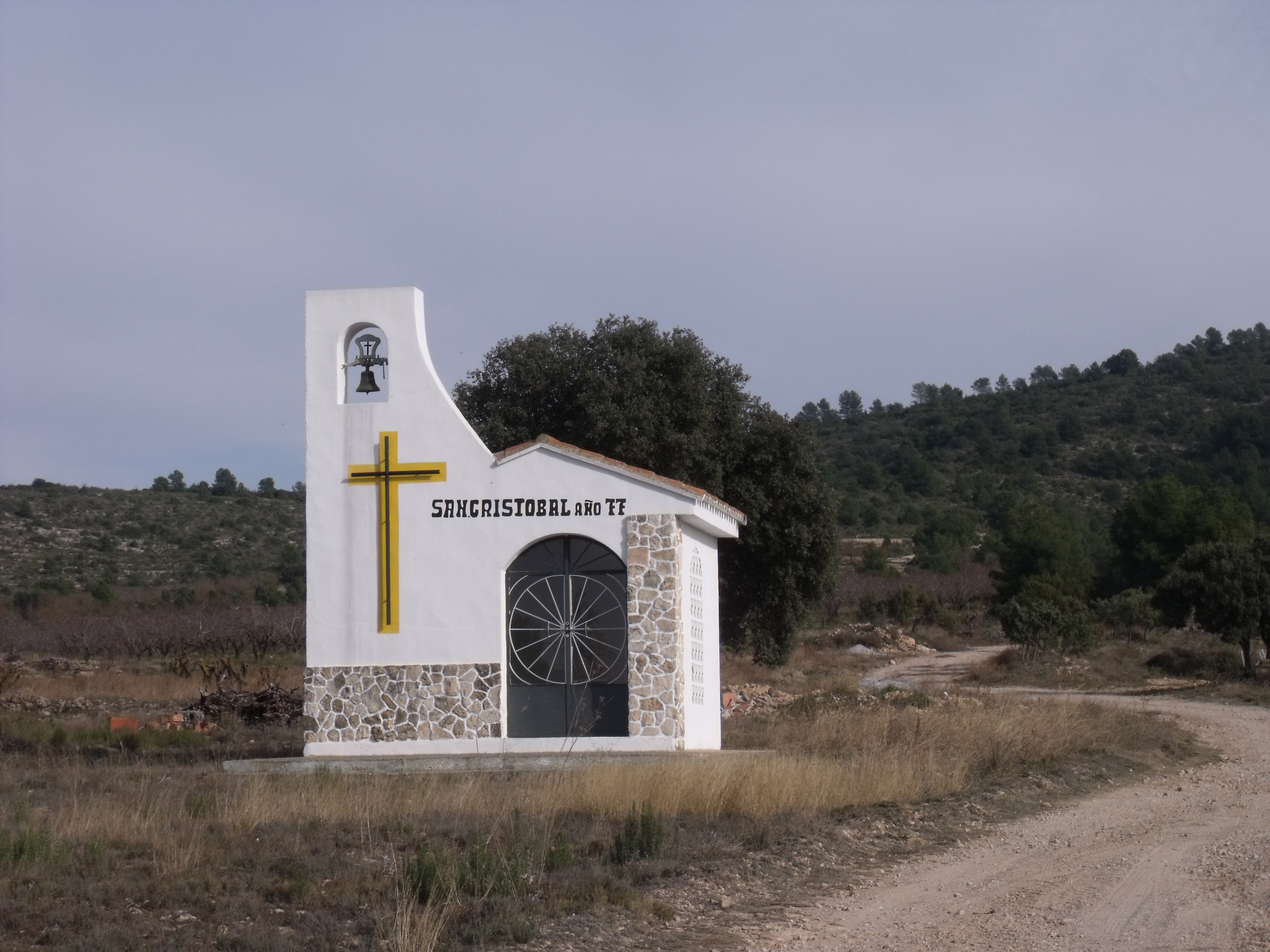
Christopheruskapelle
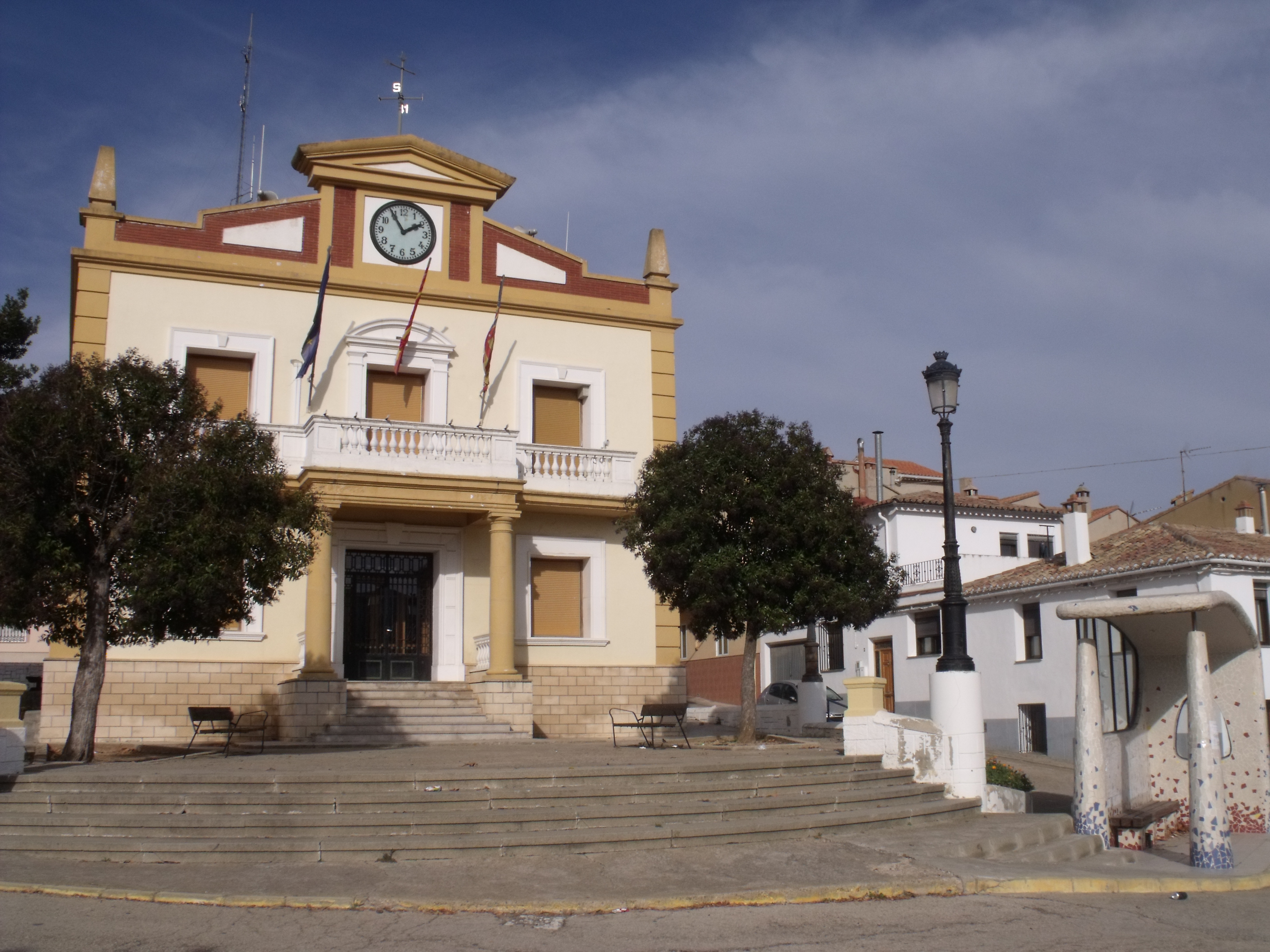
Rathaus